# Canard brun
Anas fulvigula
Espèce
Statut de conservation UICN

 LC  : Préoccupation mineure
Le Canard brun (Anas fulvigula) est une espèce d'oiseaux de la famille des Anatidae.

## Sous-espèces
Selon la classification de référence du Congrès ornithologique international (version 15.1, 2025) :
- Anas fulvigula fulvigula Ridgway, 1874 — Floride ;
- Anas fulvigula maculosa Sennett, 1889 — nord du Mexique et sud-ouest des États-Unis.